# نقوش وادى الهول

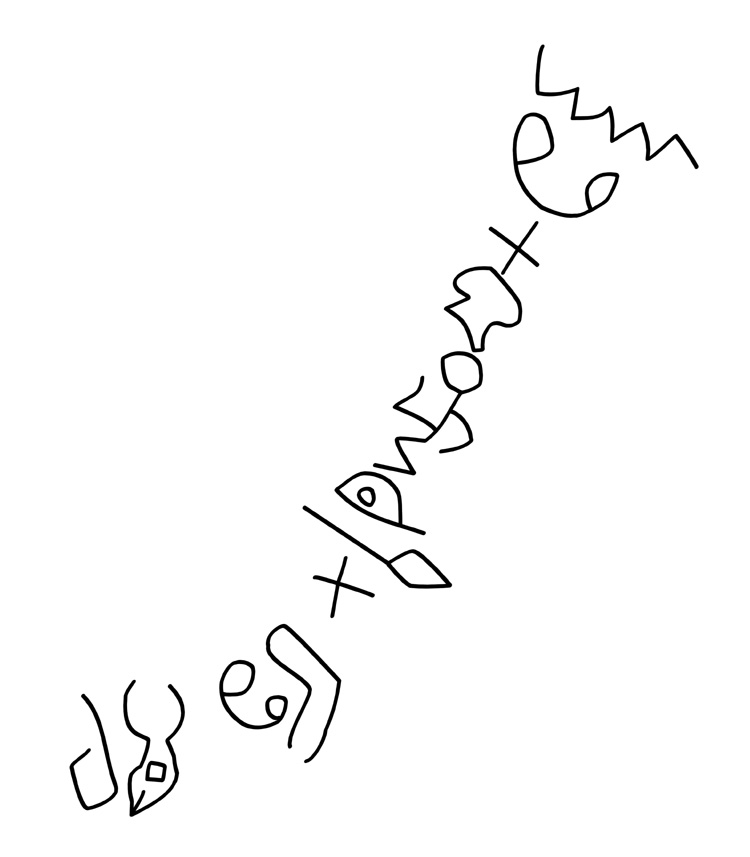
نقش رقم 2

نقوش وادي الهول هي نقشان صخريان يبدو أنهما يعرضان بعضًا من أقدم الأمثلة على الكتابة الأبجدية الصوتية التي تم اكتشافها حتى الآن.
وادى الهول هو وادٍ يقع على طريق فرشوط، شمال غرب الأقصر عند انحناء قنا، ويقع على الضفة الغربية لنهر النيل في مصر.

## تاريخ
فى عام 1993، اكتشف عالما المصريات الأمريكيان ديبورا دارنيل وزوجها آنذاك جون دارنيل حروفًا في نقشين صخريين من سطر واحد محفورين على منحدرات من الحجر الجيرى في وادى الهول. عاد الزوجان إلى الموقع لعدة مواسم خلال تسعينيات القرن الماضى لدراسة النقوش بشكل أعمق. وفى عام 1999، نشرا أخيرًا أبحاثهما، واستنتجا أنهما عثرا على أقدم أبجدية باقية، يرجع تاريخها إلى حوالى 1800 إلى 1900 قبل الميلاد. وتحديدًا، يبدو أن النقوش تشبه الكتابة السينائية البدائية من سرابيط الخادم.